# بابلو خوسيه كامبار
بابلو خوسيه كامبار (22 مارس 1943 - 25 أبريل 2021) أكاديمي وباحث وطبيب هندوراسي. مات بسبب مضاعفات مرض كوفيد 19.